# 悍馬 (軍用汽車)
高機動性多用途輪式車輛（英語：High Mobility Multipurpose Wheeled Vehicle，缩写HMMWV，俗稱），又称悍馬，是由AM General汽车公司为美军生产的全轮驱动车辆。1991年，歷經波斯灣戰爭一役，其優異的機動性、越野性、可靠性和耐久性與各式武器承載上的安裝適應能力，間接促使該款汽車聲名大噪。部份軍事迷更將其冠上「越野之王」的美譽。

## 車輛歷史
1971年4月，美国汽车公司（AMC）旗下部門成立「AM General」（AM General Corporation）。
1979年，美国汽车公司配合美國陸軍軍隊在軍事戰略上的需求，促使「AM General」研發美國陸軍軍隊的專用車輛「HMMWV」替代舊式車輛（軍用：Ford M151、M151A2；民用：Dodge M886、Kaiser Jeep M715、Gamma Goat M561）。
1980年7月，原型車輛「HMMWV XM966」在美國內華達州的沙漠地區內，歷經各類嚴苛的測試後，頗獲美國陸軍極高的評價。
1981年6月，原型車輛「HMMWV XM966」遞交給「美國陸軍器材司令部」（U.S. Army Materiel Command；AMC）作為測試用途。
1983年3月22日，「AM General」與「美國陸軍裝甲及武器指揮部」（Army Tank-Automotive & Armaments Command；TACOM）簽定高達120億美元，製造數量為55,000輛的生產合約。
1985年1月2日起，首批「HMMWV」開始生產製造。往後，「HMMWV」陸續交付美國陸軍軍隊使用，美軍並起暱稱為「Humvee」。
1989年，「AM General」再接獲33,331輛的生產合約。1989年12月，美國為維護在巴拿馬運河區的利益，對巴拿馬發動正義之師作戰時，初次使用「HMMWV」參戰。往後，「HMMWV」更衍生出15種以上，功能皆不盡相同車型，將原本過去不同品牌、不同底盤的車輛和不同用途的車輛予以取代，全部統一歸納到「HMMWV」的底盤基礎上。此一舉動，不但使保養維修更方便而且大大提高車輛的越野性能。
1990年8月2月－1991年2月28日，適逢「波斯灣戰爭」期間，在世界各國不斷報導戰爭的情勢下，間接讓「HMMWV」在各國新聞裏，大量的曝光於世人面前。加上，其優異的機動性、越野性、可靠性和耐久性與各式武器承載上的安裝適應能力，促使聲名大噪。

## 歷代車輛

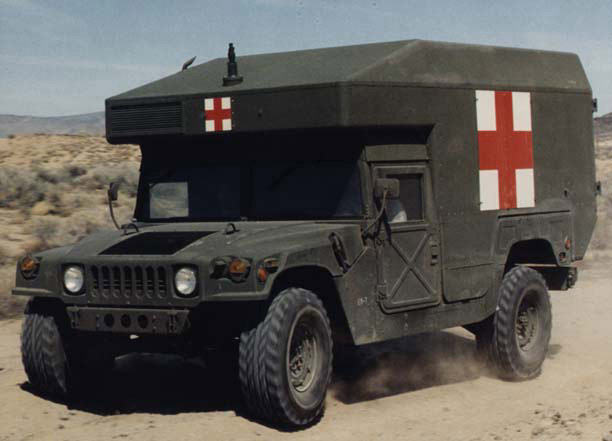
野戰救護車（M997）
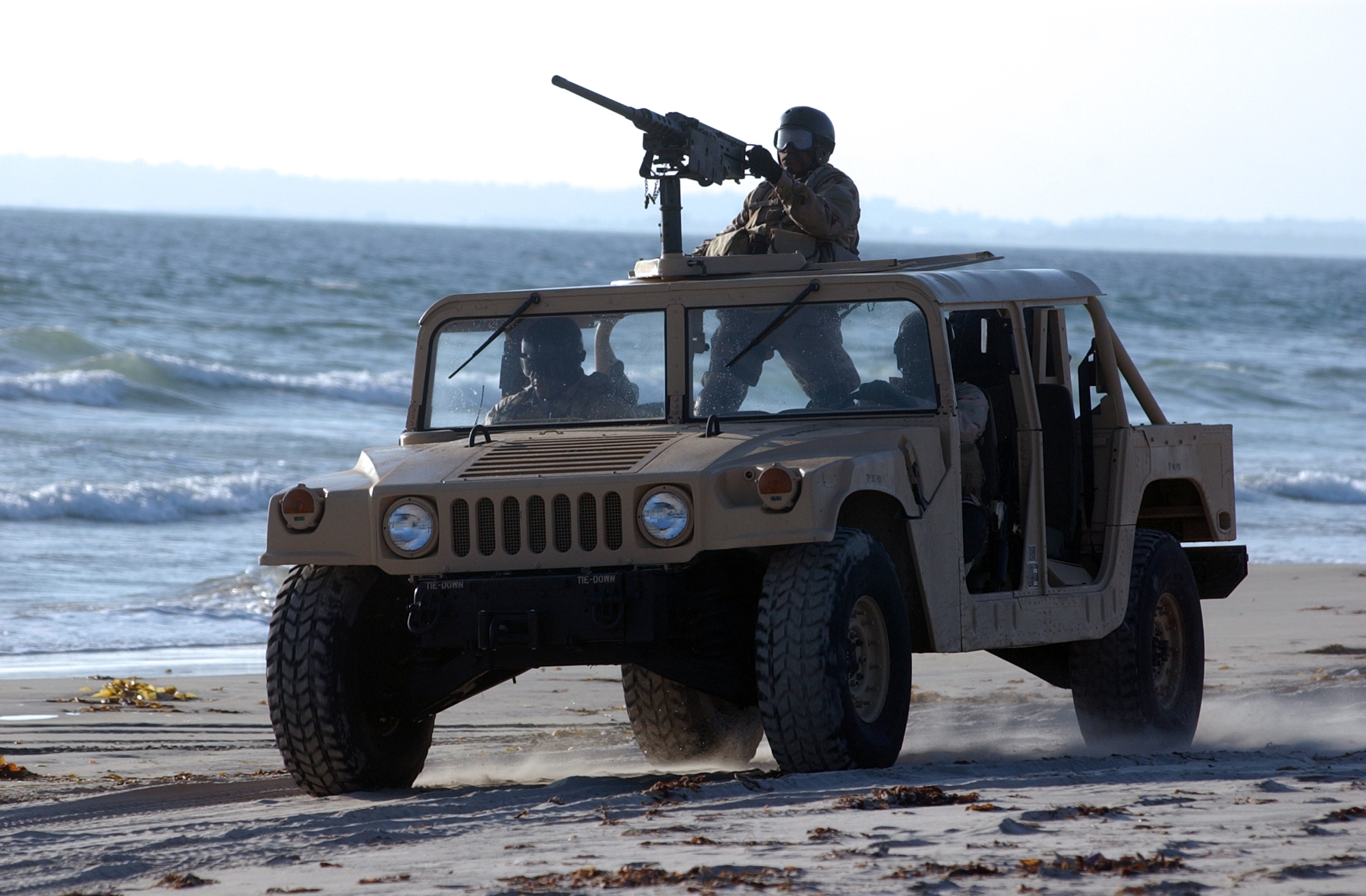
白朗寧M2重機槍火力支援車
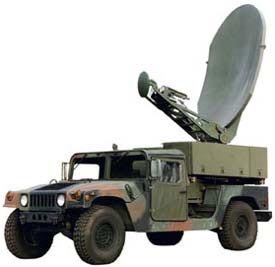
通訊雷達車
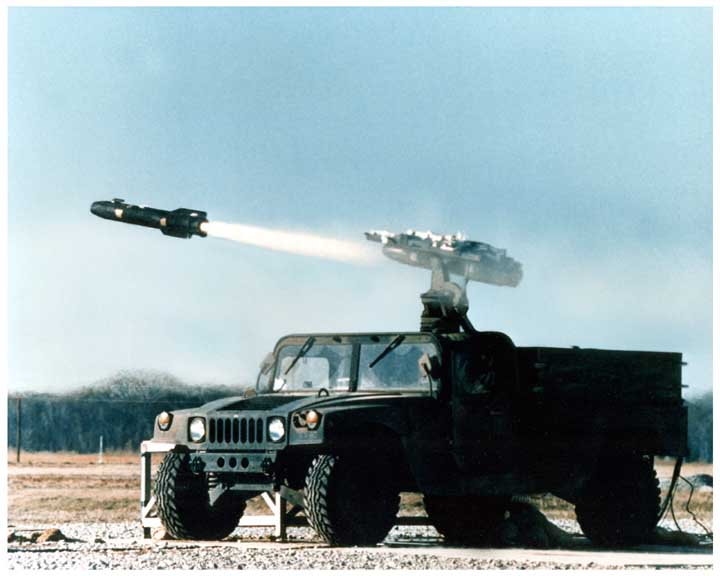
AGM-114地獄火飛彈發射車
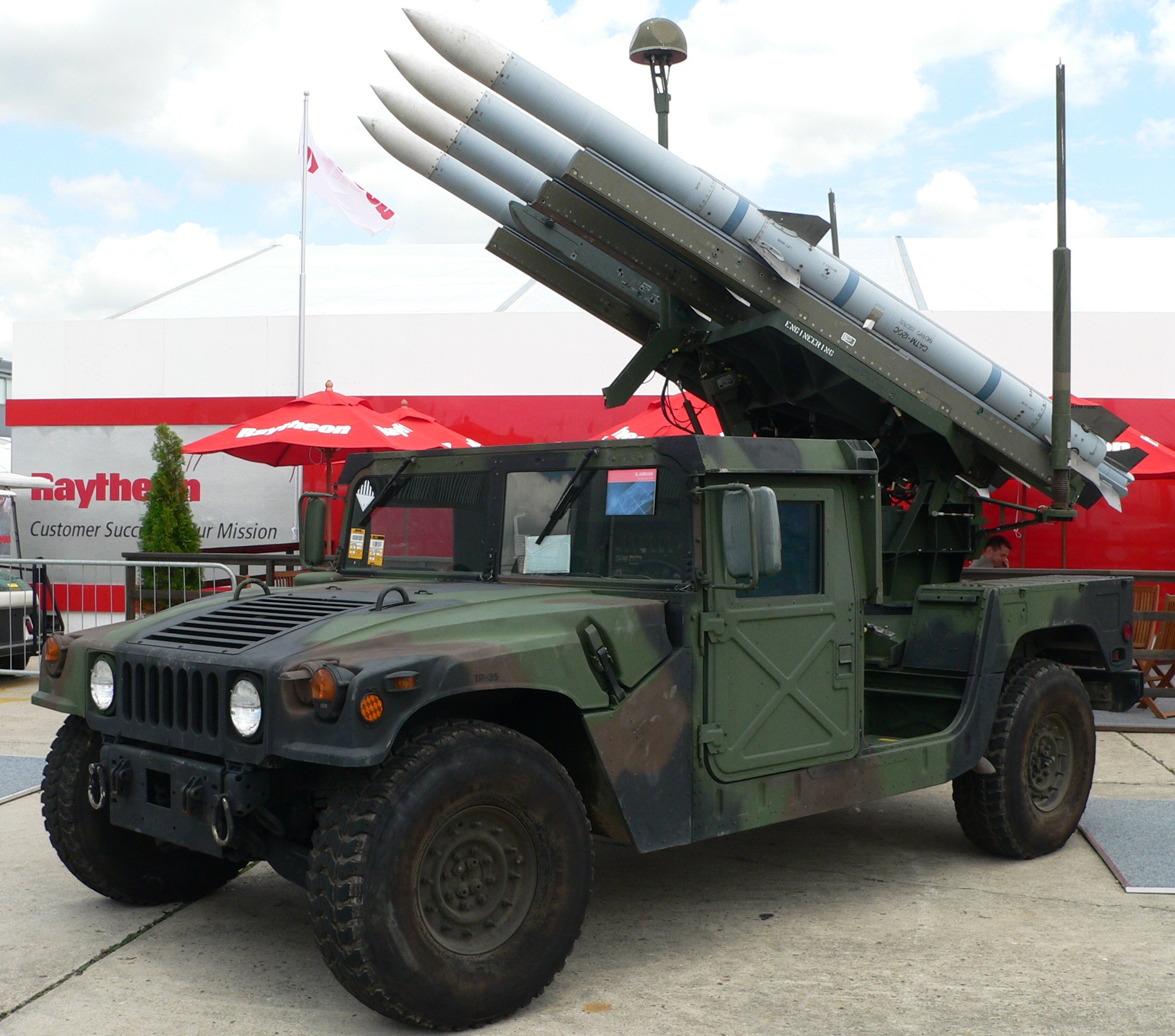
車載版AIM-120防空飛彈發射車
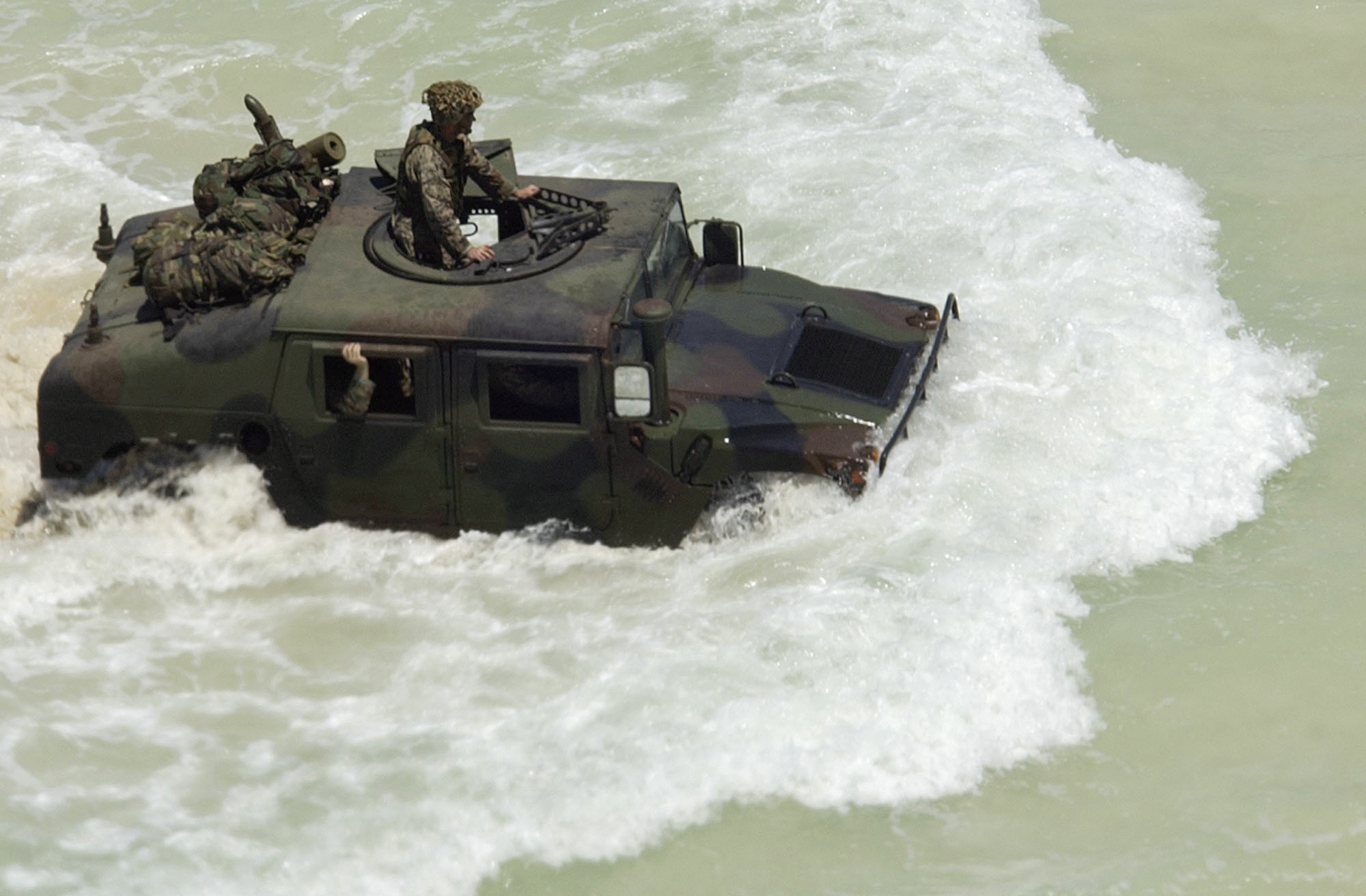
悍馬涉水
美國陸軍用悍馬，裝載白朗寧M2重機槍
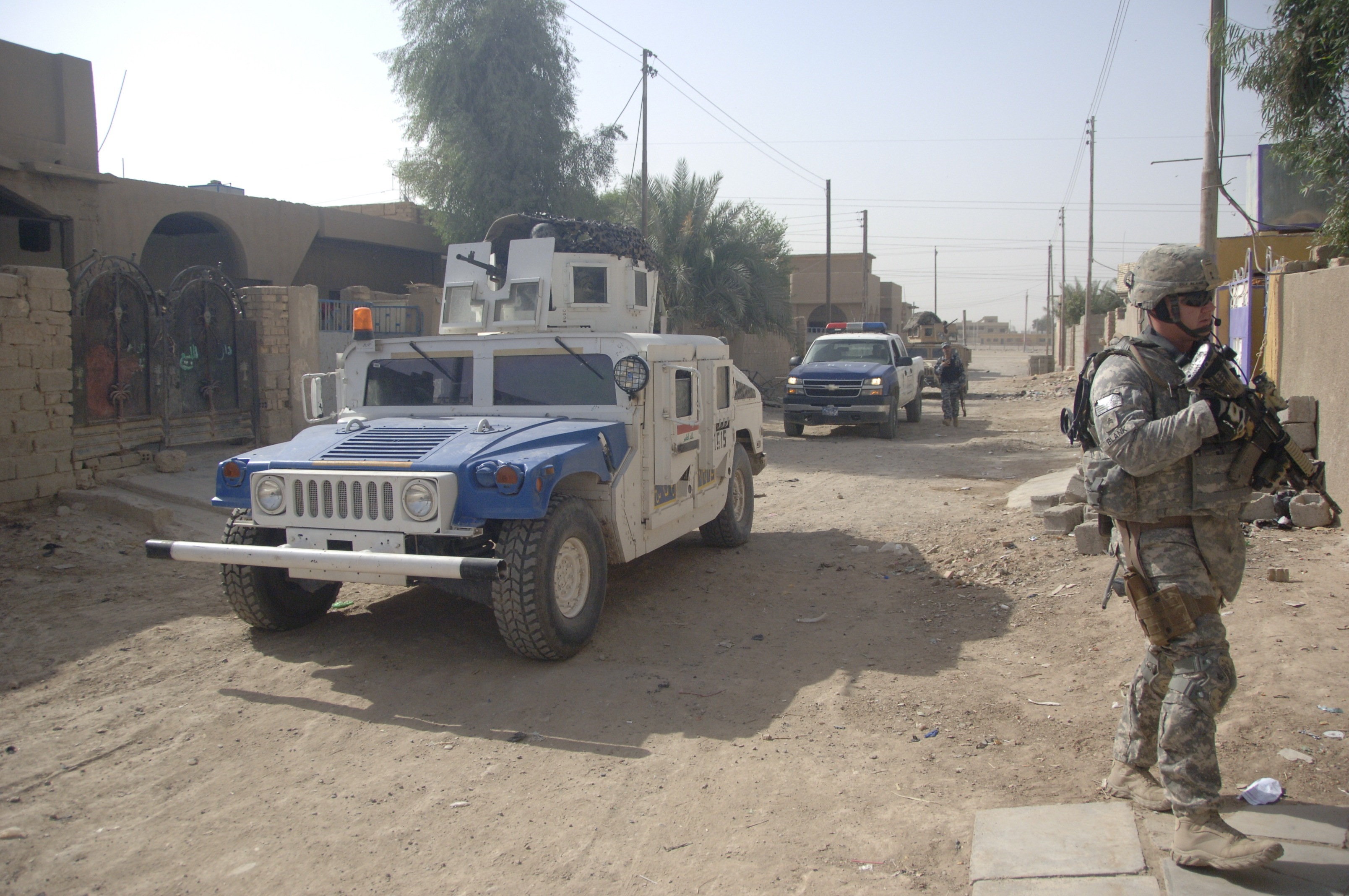
伊拉克警察用悍馬，裝載PK通用機槍
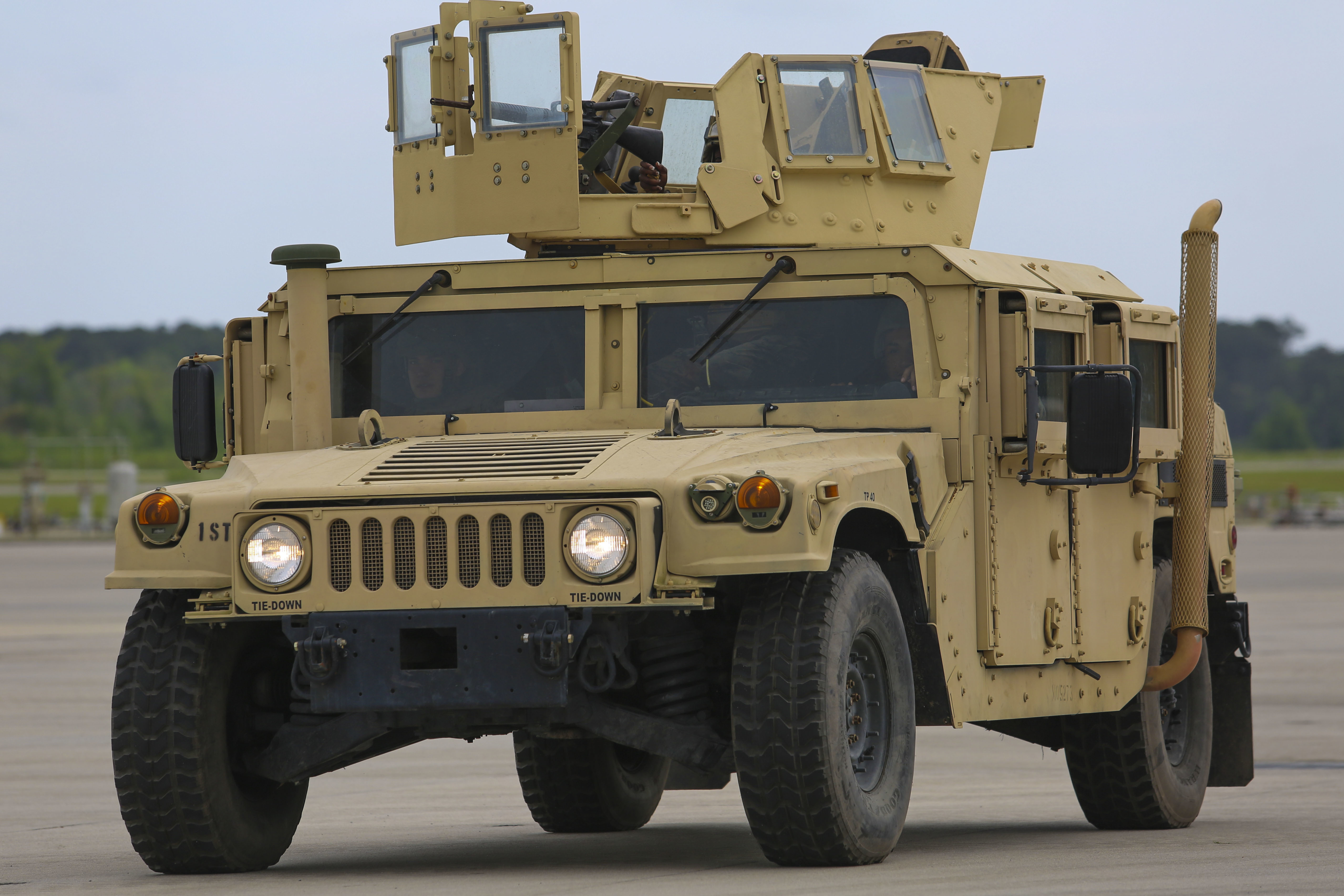
槍塔加強型，裝載M16突擊步槍
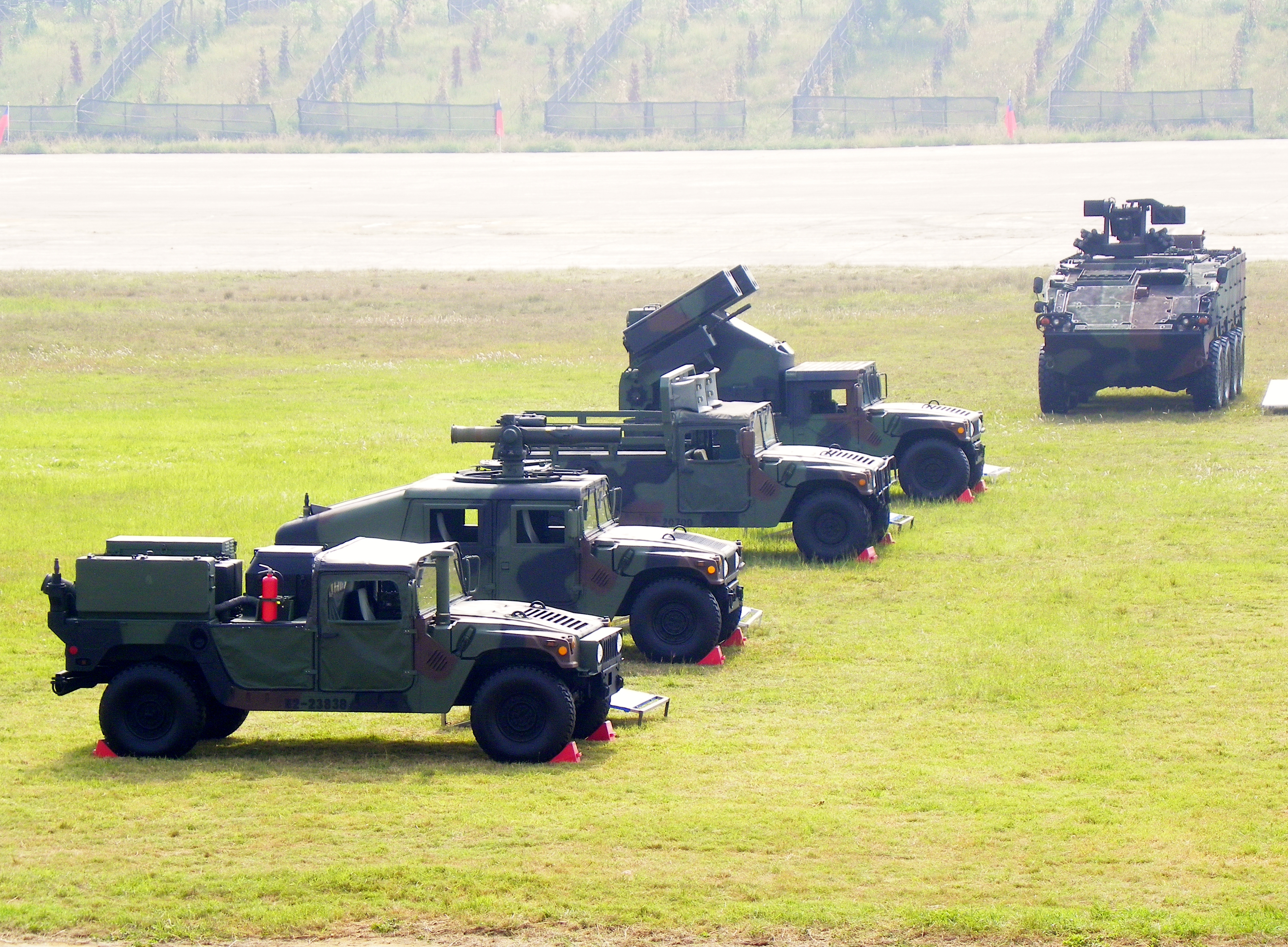
中華民國國軍使用之四種悍馬，由遠至近分別是復仇者防空飛彈系統、心戰喊話車、拖式飛彈發射車與M56土狼式渦輪發煙車
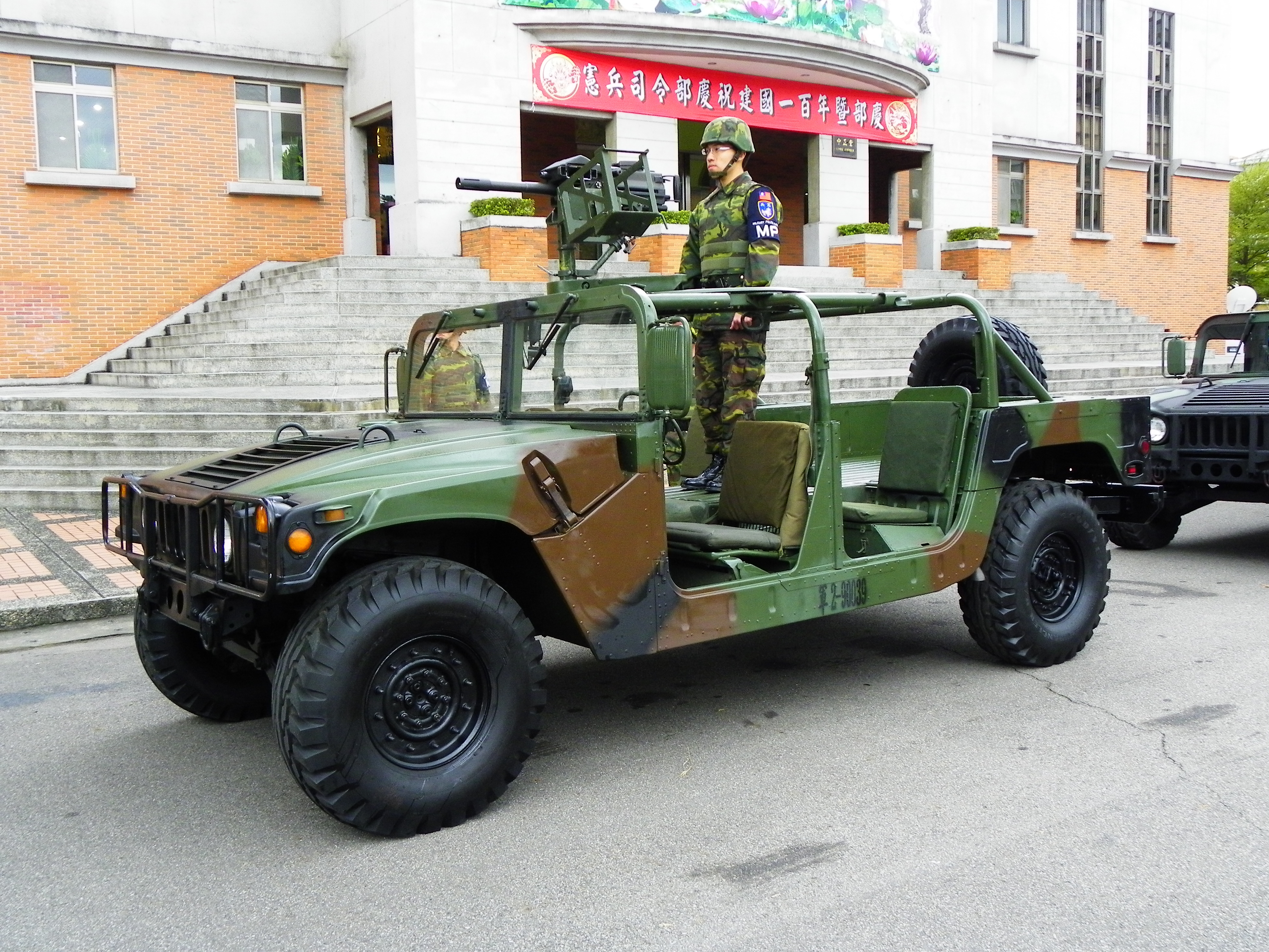
中華民國憲兵用悍馬，裝載MK19
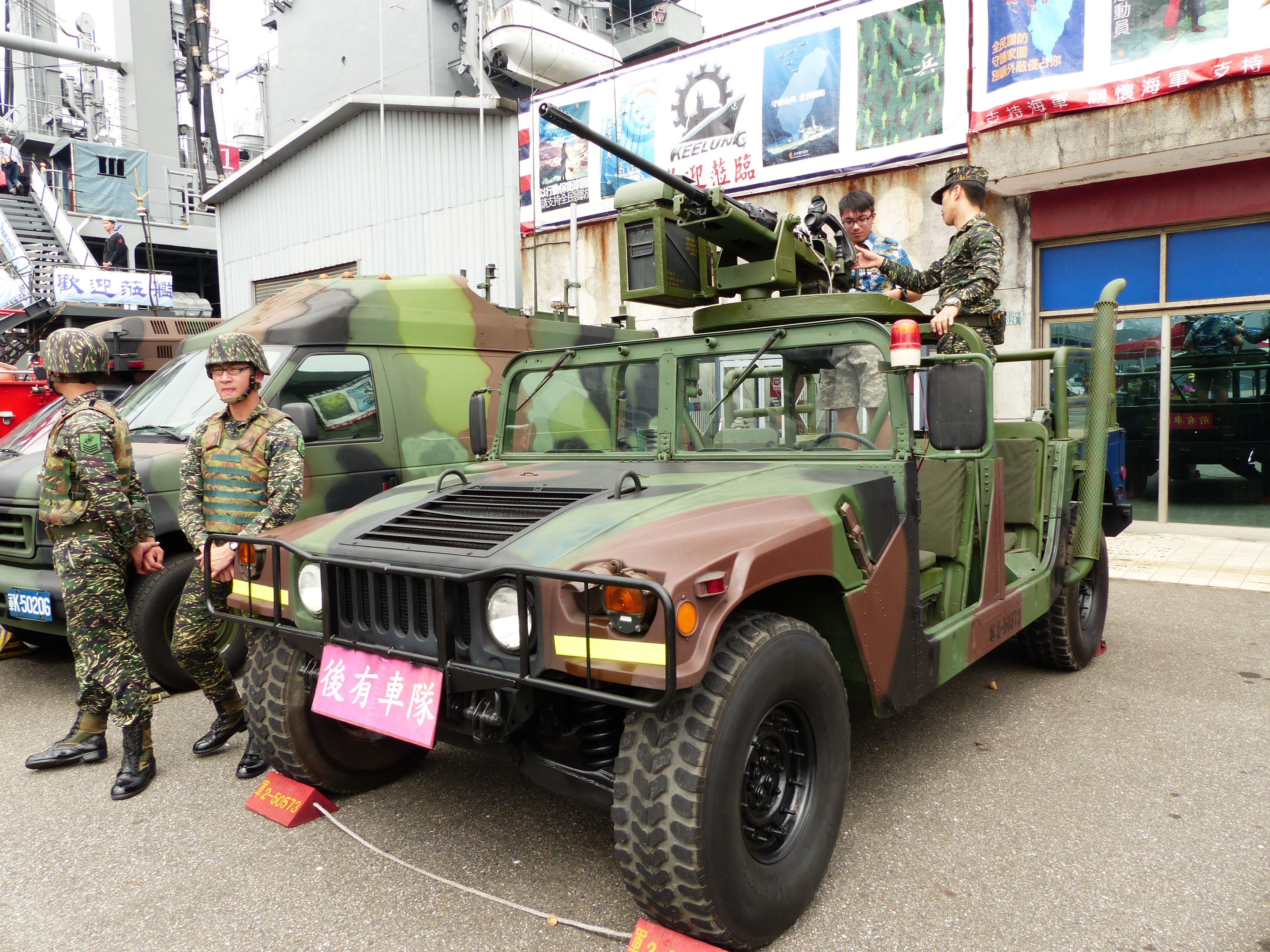
中華民國海軍陸戰隊用悍馬，裝載 T-75M 20毫米機關砲

### 美國
因為美軍在國際和軍事地位上，皆佔有舉足輕重的角色，而「HMMWV」皆要配合軍事方面不同的功能需求與環境需要，滿足軍隊所指派的任務及性質。因此，促使「HMMWV」產生各類不同的型號與功能，大致上可分為「一般類型」與「特殊類型」兩大類別。簡略如下所示：
- 美国（約30000辆）

#### 主要類型
| - M56土狼式渦輪發煙車 - M707A2：打擊者型 - M966：拖式反坦克飛彈（TOW）發射車 - M966A1：拖式反坦克飛彈發射車 - M996：迷你型野戰救護車 - M996A1：迷你型野戰救護車 - M997：輕型野戰救護車 - M997A1：輕型野戰救護車 - M997A2：輕型野戰救護車 - M998：貨車 - M998A1：運兵車 - M1025：武裝車輛 - M1025A1：武裝車輛 - M1025A2：武裝車輛 - M1026：武裝車輛 - M1026A1：武裝車輛 - M1035：軟頂野戰救護車 - M1035A1：軟頂野戰救護車 - M1035A2：軟頂野戰救護車 - M1036：拖式反坦克飛彈發射車 | - M1037：S-250布篷式運輸車 - M1038：貨車 - M1038A1：運兵車 - M1042：S-250布篷式運輸車 - M1043：武裝車輛（附加頂部裝甲） - M1043A1：武裝車輛（附加頂部裝甲） - M1043A2：武裝車輛（附加頂部裝甲） - M1044：武裝車輛（附加頂部裝甲） - M1044A1：武裝車輛（附加頂部裝甲） - M1045：拖式反坦克飛彈發射車（附加頂部裝甲） - M1045A1：拖式反坦克飛彈發射車（附加裝甲） - M1045A2：拖式反坦克飛彈發射車（附加裝甲） - M1046：拖式反坦克飛彈發射車（附加裝甲） - M1046A1：拖式反坦克飛彈發射車（附加裝甲） - M1069：牽引車/拖車 - M1097：重型貨車 - M1097A1：運兵車 - M1097A2：拖車 - M1109：武裝車輛（附加頂部裝甲） |

#### 加重類型
| - M1113：整體增大改良型（又名ECV型） - M1114：ECV型武裝車輛（附加頂部裝甲） - M1116：ECV型（附加頂部裝甲） - M1123：重型貨車/運兵車 | - M1121：拖式反坦克飛彈發射裝甲車 - M1145：重型頂部裝甲的裝甲車 - M1151：增大型武裝車輛 - M1152：增大型貨車/運兵車/布篷式運輸車 - M1165：增大型武裝車輛 - M1167：拖式反坦克飛彈發射裝甲車 |

#### 衍伸型
- M707:M1025A2偵察型[3]

## 使用國家或組織
| - 阿富汗伊斯兰共和国－由阿富汗國民軍、國民警衛隊及警察所採用。（共4,150輛） - 阿富汗伊斯蘭酋長國—繼承自阿富汗伊斯蘭共和國，由阿富汗伊斯蘭酋長國武裝部隊所使用。 - 阿尔巴尼亚（超過300輛） - 阿尔及利亚（約200輛） - 阿根廷 - （超過100輛） - 巴林 - －少量採購並用於駐伊拉克的排雷部隊。 - 玻利维亚－由掃毒部隊和遊騎兵所採用。（約50輛） - （共20輛） - 保加利亚－其中兩部為救護車。（共52輛） - 加拿大－有限地由派往阿富汗的加拿大特种部隊所採用。 - 智利（約220輛） - 哥伦比亚（約400輛） - －主要用於駐阿富汗國際維和部隊。（共85輛） - 捷克－主要用於第601特种部隊團 - 丹麦（約100輛） - 薩爾瓦多（共20輛） - （約130輛） - 埃及（共3,890輛） - 衣索比亞 - （約50輛） - 希腊（共681輛） - 匈牙利－用於派駐阿富汗的單位。（共27輛） - 伊朗－全部轉讓自伊拉克新軍。（約10-20輛） - 伊拉克－由伊拉克軍隊、安全部隊及庫爾德準軍事部隊所採用。（10,000輛以上） - 以色列（約2000輛） - 科索沃－由科索沃警察部隊和科索沃保護部隊所採用。（200輛以上） - 科威特－少量地被當地安全部隊採用。 - 约旦（約130輛） - 拉脫維亞（共60輛） - 黎巴嫩（共756輛） - 立陶宛（約200輛） - 盧森堡（共43輛） - 北馬其頓（共80輛） - 马来西亚（約15輛，供陆军特种部队使用） - 墨西哥（約3,000輛） - 摩尔多瓦（共90輛） - 摩納哥－由王太子卡賓槍騎兵連所採用。（共6輛） - 蒙古国（共30輛） - 蒙特內哥羅 - 摩洛哥（4,000輛以上） - 新西兰－少量的M1114被用於阿富汗。 - 阿曼 - 巴拿马（共7輛） - 菲律賓（300輛以上） - 波蘭（共217輛） - 葡萄牙 - 秘魯（共34輛） - 中華民國－約9,000輛。 - 羅馬尼亞（共322輛） - 沙烏地阿拉伯 - 塞内加尔—由美國捐贈。（共23輛） - 塞爾維亞（約40輛） - 斯洛伐克 - 斯洛維尼亞（共54輛） - 西班牙（約150輛） - 苏丹 - —從叛逃的阿富汗士兵收繳，用於邊防軍。 - 坦桑尼亚 - 泰國 - 土耳其 - 突尼西亞（共52輛） - 乌克兰－部份由美國捐贈，2022年烏俄戰爭後擁有超過2,000輛。 - 阿联酋 - 乌干达（約50輛） - 委內瑞拉－M1097A1 - 葉門（共13部） - 俄羅斯：在2022年俄羅斯入侵烏克蘭期間缴获，現展览於勝利公園，部分則用於裝備部隊。 |

- 伊斯蘭國 - 從伊拉克政府軍手上繳獲，被武裝份子於2014年伊拉克北部内戰中使用。

## 在战场上的使用

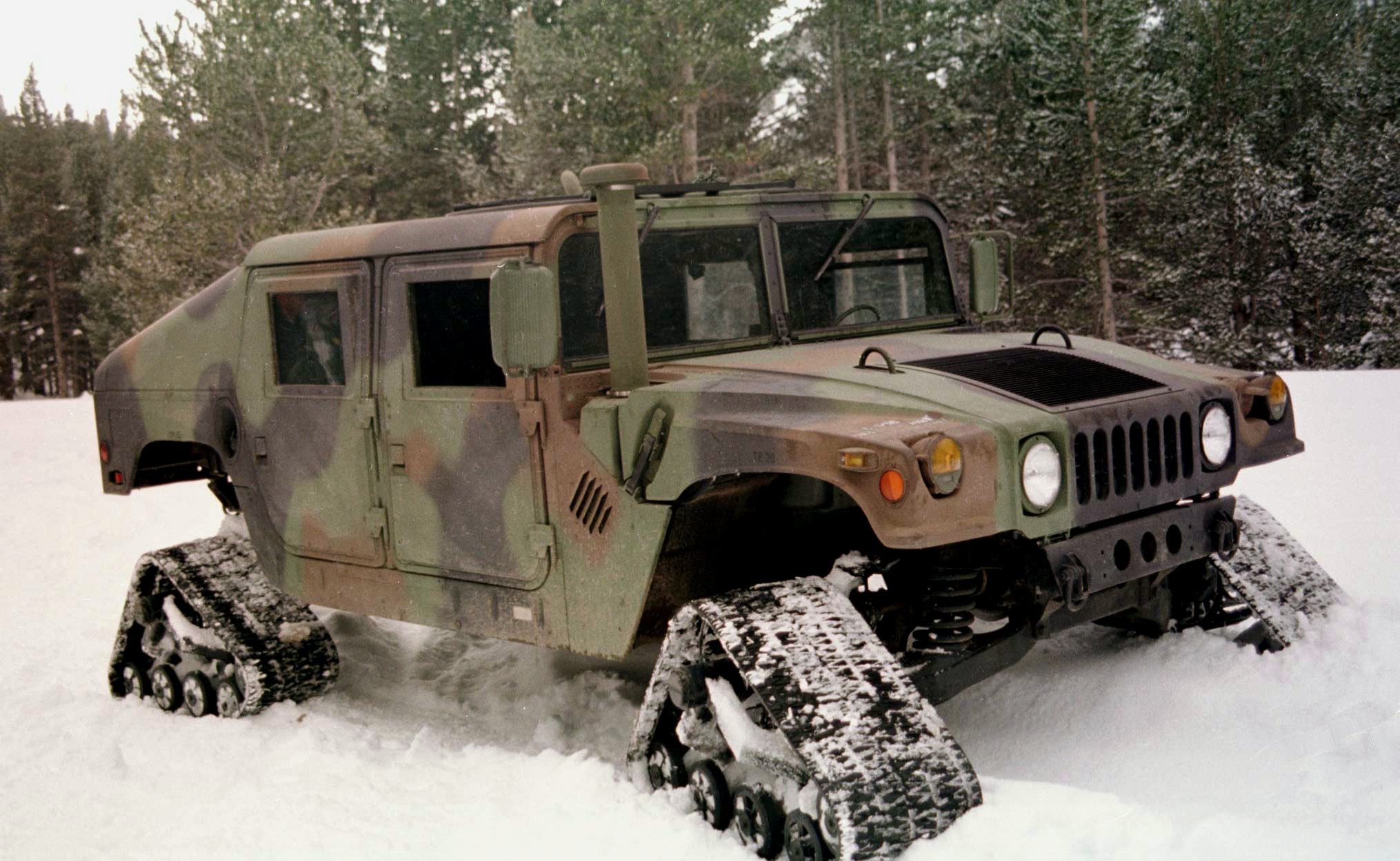
悍馬雪地試驗型

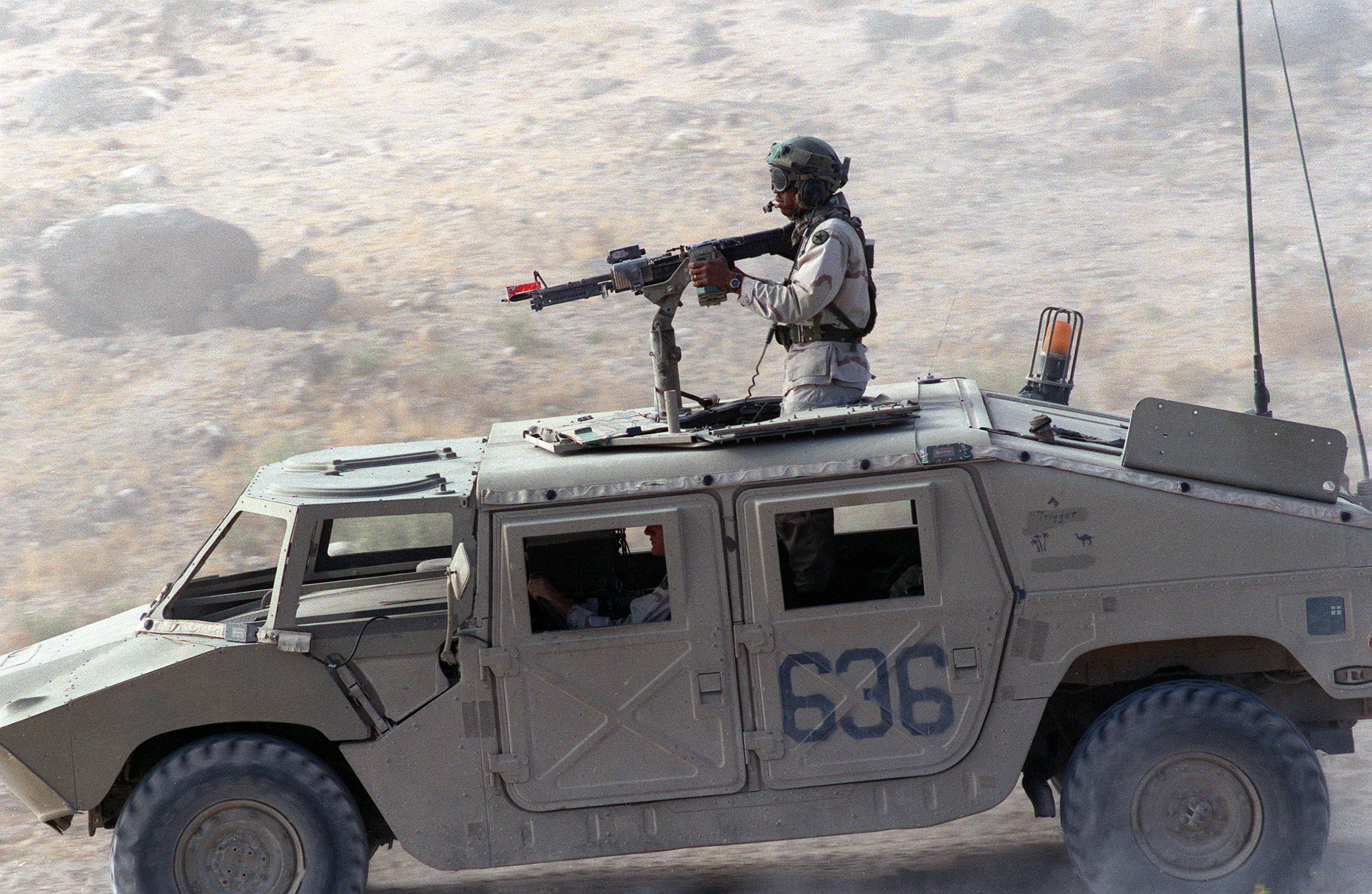
美軍一架改裝外殼模仿BRDM的HMMWV，用於扮演假想敵部隊

### 波斯湾战争
「波斯灣戰爭」（Persian Gulf War）過後，美國「五角大廈」（The Pentagon）曾公佈一份標題為〈波斯灣戰爭的勝利〉的報告裏，本報告內容結尾對「HMMWV」讚譽有加，並評價：『HMMWV滿足了一切要求，或者說超越我們的要求，顯示出極佳的越野能力與機動能力，其可運用性超過陸軍的基本標準，達到90%的優異標準。HMMWV具有很高效率的載重能力，對美軍來說也是絕對的保證』。如同美軍的吉普車，在第二次世界大戰的歐洲戰場和太平洋戰場幫助過同盟國一樣，甚至在中國戰場亦有。

### 摩加迪沙之战
1993年10月3日－4日間，美國軍方為逮捕敵方統帥穆罕默德·法拉德·艾迪德策劃发起艾琳行動。這場被媒體稱為摩加迪休之戰的行動中，美軍成功逮捕目標人物，達成預定任務。但是，任務過程中兩架美軍UH-60黑鷹直昇機在混亂中遭到敵方使用RPG-7火箭推進榴彈擊落，美軍地面部隊的悍馬車隊雖然裝有12.7×99毫米NATO（.50 BMG）的白朗寧M2重機槍，但因機槍射擊位置沒有安裝防彈鋼盾，射手上半身完全暴露在敵方火力殺傷範圍之內，因而導致數名機槍手在悍馬車隊穿越槍林彈雨的摩加迪沙街道時遭到索馬里民兵射殺。

### 伊拉克战争
2003年3月20日，美國與英國為主的聯合部隊向伊拉克開戰，引發「伊拉克戰爭」。雖然，已於2006年12月30日將前伊拉克總統薩達姆·海珊處予死刑，本以為戰事就此平熄。但是，伊拉克境內的反抗勢力依舊存在著，採用自製路邊炸彈（IED）或自殺式炸彈襲擊聯合部隊的情況層出不窮。至今，美軍仍不時因大威力炸彈襲擊而造成重大傷亡。使得「HMMWV」在新的時代的戰鬥環境下，對作戰人員人身安全的防護性是否仍然足夠，引起了各界廣泛的討論。

### 伊斯蘭國
伊斯蘭國把一些擄獲的悍馬用於自殺炸彈攻擊，由攻擊者駛向敵軍目標引爆。

### 以色列—哈馬斯戰爭
戰爭爆發後，以軍於2023年10月9日開始封鎖加沙地帶，期間以色列伞兵曾使用敞开式悍马车在加沙地带边境地区巡逻。

## 在文藝作品中

### 書籍
- 《黑鹰坠落：現代戰爭的故事》（Black Hawk Down: A Story of Modern War）1999年3月，Mark Bowden，Atlantic Monthly Press，Berkeley，California (USA)，ISBN 0-87113-738-0

### 電影
- 黑鷹計劃（Black Hawk Down）
- 拆彈部隊（The Hurt Locker）
- 無敵浩克[10]
- 絕地任務（The Rock）
- 龙之战 (2007年电影)[11]
- 當地球停止轉動[12]
- 血戰摩蘇爾（Mosul）
- 科洛弗檔案[13]
- 世界異戰（Battle: Los Angeles）
- 屍心瘋 (2010年電影)[14]
- 哥斯拉 (2014年电影)[15]
- 毀滅大作戰[16]
- 魔物獵人 (電影)[17]
- 超人：鋼鐵英雄[18]
- 自殺突擊隊 (電影)
- 查克·史奈德之正義聯盟
- 閃電俠 (電影)[19]
- 帝國浩劫：美國內戰[20]
- 明日之戰[21]
- 迷霧驚魂[22]
- 噤界：入侵日[23]
- 雷霆特攻隊*[24]

### 电视剧
- 《杀戮一代》（Generation Kill）

### 電玩
- 《突擊隊：血戰摩加迪休》（Army Ranger Mogadishu）
- 僵尸世界大战 (2019年游戏)[25]
- 《閃擊點行動》（Operation Flashpoint）
- 《武裝行動2》（ARMA 2）
- 《三角洲部隊：黑鷹計劃》（Delta Force: Black Hawk Down Team Sabre）
- 《戰地風雲2》（Battlefield 2）
- 《決勝時刻：現代戰爭2》（Call of Duty: Modern Warfare 2）
- 《戰地風雲：惡名昭彰2》（Battlefield: Bad Company 2）
- （Homefront）
- 《戰地風雲3》（Battlefield 3）
- 《決勝時刻：現代戰爭3》（Call of Duty: Modern Warfare 3）
- 《絕對武力：全球攻勢》（Counter-Strike: Global Offensive）：作為部份地圖的擺設登場，玩家無法使用。
- 《惡靈古堡6》（Resident Evil 6）
- 《終極動員令：將軍》（Command & Conquer: General）

### 輕小說
- 《緋彈的亞莉亞》（Aria the Scarlet Ammo）
- 《刀劍神域》（Sword Art Online）
- 《刀劍神域外傳Gun Gale Online》
- 《魔法科高中的劣等生》（The irregular at magic high school）
- 《平凡職業造就世界最強》（Arifureta: From Commonplace to World's Strongest）：由主角南雲始以異世界材料藉「生成魔法」重現，命名為「布利捷」。

### 動漫
- 《學園默示錄》（Highschool of the Dead）
- 《軍火女王》（Jörmungand）

## 相似車款
- 威利吉普車(二戰時西方盟軍之陸軍高機動作戰用，成為盟軍陸軍反敗為勝的座駕。)
- M1117守護者裝甲車
- 聯合輕型戰術車 （美軍計畫用來取代悍馬車的車種）
- 高機動車
- 輕裝甲機動車（LAV）
- 沙貓裝甲車
- GAZ猛虎車
- VBL機動車
- 梅賽德斯-賓士G系列
- 瓦曼塔裝甲車
- 東風·猛士

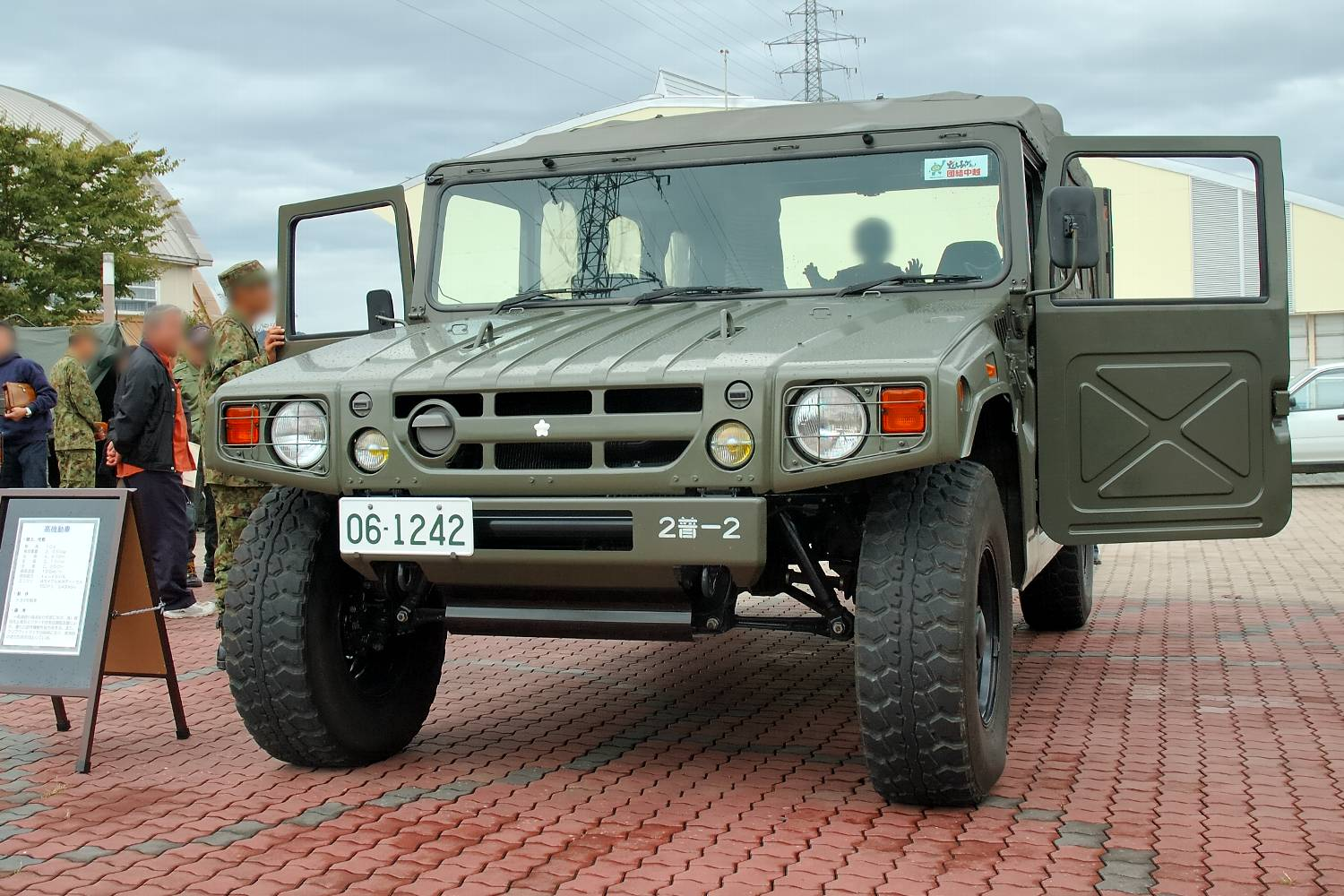
日本陸上自衛隊仿悍馬的高機動車
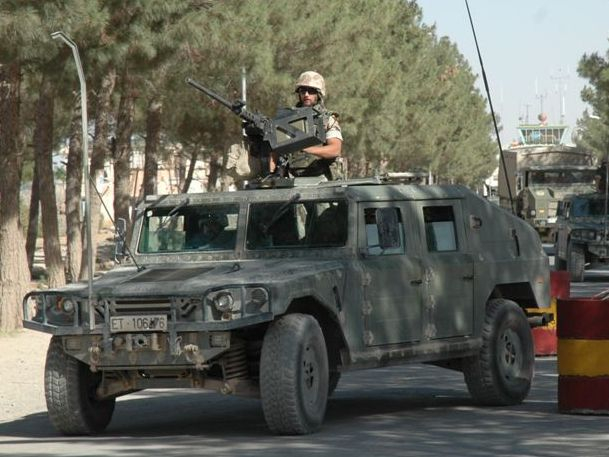
西班牙軍隊仿悍馬的瓦曼塔裝甲車
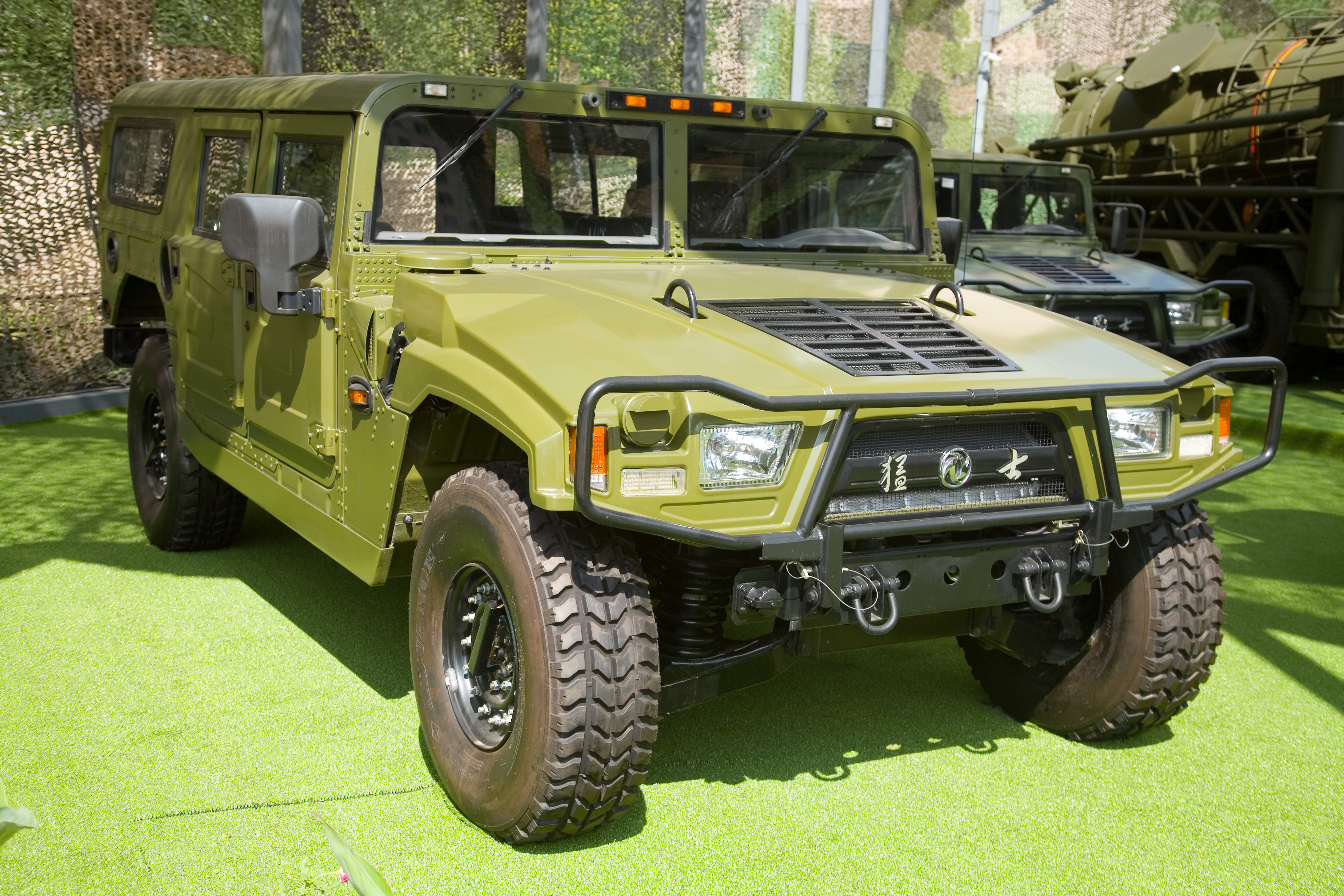
中國仿悍馬的东风猛士越野車基本型
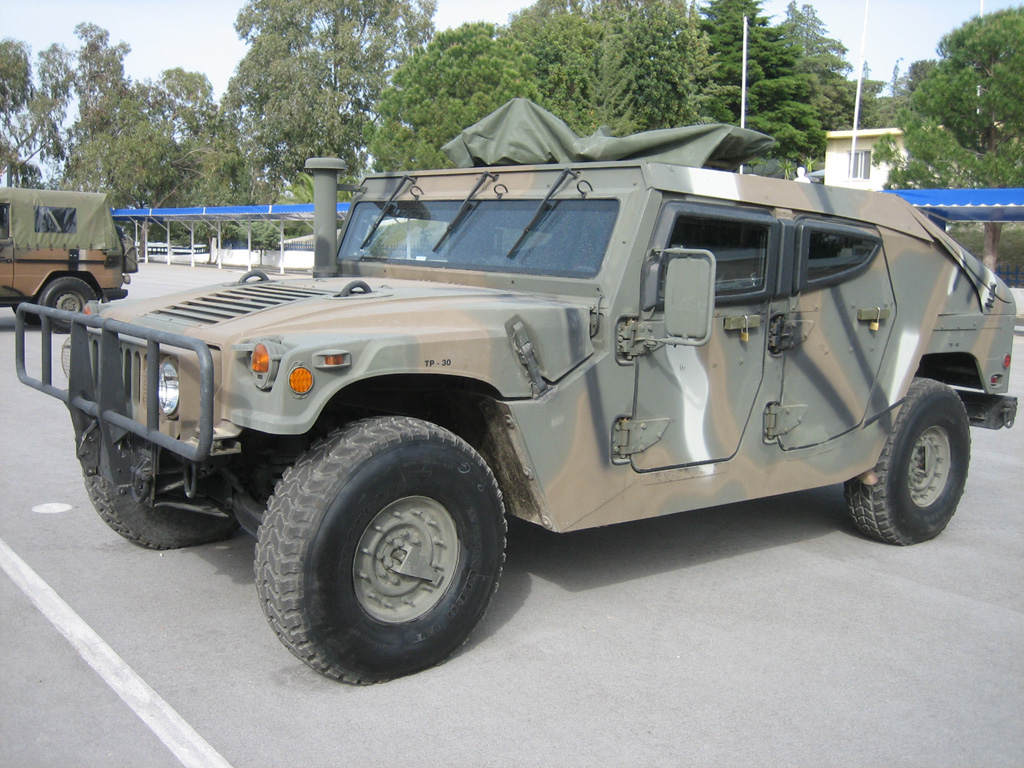
希臘陸軍的M1114GR

## 外部連結
- AM General （页面存档备份，存于）
- HMMWV Technical Manuals （页面存档备份，存于） （英文）